# Cala sa Nau
Cala sa Nau és una cala situada a l'illa de Mallorca, al terme municipal de Felanitx. Es troba a uns quatre quilòmetres del poble de S'Horta, entre la Cala Mitjana i la Cala Marçal.